# Kõnnu Suursoo
Suru Suursoo(også Suru soo eller Kõnnu Suursoo, oversat: Kõnnu Stormose) er en mose i Harju maakond Kuusalu vald beliggende i Põhja-Kõrvemaa looduskaitseala (Põhja-Kõrvemaa Naturreservat). Mosen er registreret som et uberørt naturobjekt.
Mosens areal er 2.557 ha.
Både mosens vestlige del og den vest for mosen beliggende Mähuste järv (sø) lå i et område anvendt til træning af bombekastning i sovjettiden. I disse og i de tilstødende områder er der mange jordfaldshuller, og bombardementer har øget tungmetal-indholdet i jorden.
- Suru Suursoo
- Solopgang i mosen
- Mosen om vinteren
- Tidligt om morgenen
- Plantevækst i mosen